# Fată blondă cu trandafir
Fată blondă cu trandafir este o pictură în ulei pe pânză realizată de Auguste Renoir în 1915-1917 și păstrată acum în colecția Musée de l'Orangerie din Paris. Tabloul înfățișează ultimul model al lui Renoir, adolescenta Catherine Hessling, care a apărut în mai multe dintre picturile sale, în ultimii ani de viață ai pictorului. Aceasta s-a căsătorit mai târziu cu cel de-al doilea fiu al lui Renoir, Jean, în 1920 și a devenit actriță de film.
Renoir a fost frapat de pielea ei tânără fără cusur și a redat-o în tonuri moi, dominate de culoarea roșie. Floarea din părul ei a devenit până la acel moment un simbol al lui Renoir pentru a simboliza frumusețea.
Tabloul a ajuns la moartea artistului în 1919 fiului său cel mai mic, Claude, care l-a vândut comerciantului de artă Paul Guillaume în 1929.